# Nikoli
Nikoli (ニコリ, Nikori) est un éditeur japonais spécialisé dans les jeux et les casse-têtes. Son magazine le plus connu est le Puzzle Communication Nikoli (ou Nikoli). Nikoli devint populaire grâce au Sudoku. Les jeux publiés par Nikoli sont internationaux, car indépendants des langues et des cultures (ce sont des casse-têtes logiques et souvent numériques). Si l'alphabet diffère d'une culture à l'autre, le système numérique est international.

## Les types de casse-têtes
Voici quelques-uns des casse-têtes les plus populaires de Nikoli, accompagnés de leur nom japonais. Le nom anglais de ces jeux est indiqué entre parenthèses.
- Mots croisés クロスワードパズル (Crossword Puzzle)
- Diviser en carrés 四角に切れ (Divide by Squares)
- Fillomino フィルオミノ (Allied Occupation)
- Hashiwokakero 橋をかけろ
- Heyawake へやわけ
- Hitori ひとりにしてくれ
- Akari 美術館 (Light Up)
- Kakuro カックロ (Cross Sums)
- Masyu ましゅ
- Numberlink ナンバーリンク
- Nurikabe ぬりかべ (Cell Structure)
- Ripple Effect 波及効果
- Slither Link スリザーリンク (Fences)
- Sudoku 数独
- Où sont les cases noires 黒マスはどこだ (Where is Black Cells)
- Yajilin ヤジリン (Arrow Ring)
- Relier les points
- Picross